# Laphria divulsa
Laphria divulsa är en tvåvingeart som beskrevs av Walker 1864. Laphria divulsa ingår i släktet Laphria och familjen rovflugor. Inga underarter finns listade i Catalogue of Life.